# Golden Crest Records
Golden Crest Records is een onafhankelijk Amerikaans platenlabel waarop platen in verschillende genres zijn uitgekomen, waaronder rock-'n-roll, popmuziek, doo-wop, jazz, rhythm & blues en klassieke muziek. Het werd in 1956 in Long Island opgericht door Clark Galehouse. Sublabels van het label zijn Shelley, Crest, Silver Crest, DeWitt en Yorkshire. Het is nu eigendom van de dochter van Galehouse (2013).
Het platenlabel had één hitparadesucces, met "Tall Cool One" van The Wailers. Artiesten die op het label uitkwamen waren onder meer Joe Venuti, Don Redman, Alec Wilder, Sonny Costanzo, Paul Brodie, Leonard Falcone, Frank Battisti en Jack Winerock.